# Métro d'Athènes
Le métro d’Athènes (grec moderne : Μετρό Αθήνας, Metró Athínas) est un des moyens de transport en commun desservant l'agglomération athénienne. Exploité depuis 2011 par la STASY S.A., il comporte trois lignes en site propre sur rail totalisant 69 km dont 38 km souterrains, plus 21,2 km partagés avec le réseau de l'OSE. Le réseau du métro est complété par un réseau de tramway, ainsi que par un réseau de lignes ferroviaires de banlieue.

## Histoire

### La ligne verte
En 1867, la construction d'un chemin de fer a été confiée à l'homme d'affaires anglais Edward Pickering. Les travaux ont commencé sur la ligne de 8 km reliant Le Pirée à Athènes et furent terminés avec ce qui est aujourd'hui la gare de Thissío. La ligne était entièrement en surface et les trains fonctionnaient à la vapeur, ce qui lui fait contester sa classification de métro. La plus ancienne ligne du réseau ferré grec, devenue la ligne 1 (ligne verte) du métro, a été inaugurée le 27 février 1869. À sa mise en service la ligne n'avait pas de gare intermédiaire et une seule voie de circulation. Deux gares furent ajoutées en 1882. La ligne fut étendue en 1895 grâce à un tunnel de Thissío à Omónia dont la construction commença en 1889, alors qu'une seconde voie fut également construite. Un train de six véhicules parcourrait une distance de 8,5 km non totalement en site propre protégé en approximativement 19 minutes.
La ligne a été électrifiée en 1904 avec un troisième rail fournissant un courant de traction de 600 V CC, fonctionnant alors comme une ligne de métro. Les travaux de prolongements vers le nord de l'agglomération ont été lancés après la Seconde Guerre mondiale et le premier tronçon long de 1 100 mètres de la ligne entre Omonia et Victória a été mis en service le 1er mars 1948. Après neuf ans de travaux et plusieurs extensions entre 1949 et 1957 totalisant environ 16 km, le 10 août 1957 la ligne a atteint son terminus nord actuel, la station de Kifissiá. Dès lors, outre l'ouverture de cinq nouvelles stations intermédiaires entre 1957 et 1989, la ligne n'a connu aucune extension. Sa rénovation fut terminée en 2004, en même temps que l'ouverture de la dernière station, Neratziótissa.
Au cours de son histoire plusieurs types de matériel roulant circulèrent sur cette ligne. Une première génération de véhicules électriques avaient été livrée entre 1904 et 1923. En 1951-1952, les sociétés Siemens et MAN fournirent 12 trains de deux véhicules (une voiture motorisée) complétés en 1958 par 16 trains du même modèle et en 1968 par 9 trains identiques, soit 74 véhicules au total. Ces véhicules furent remplacés par des trains de 3e génération dont le premier lot fut construit et livré par les mêmes sociétés en 1983.
Jusqu'en 2011 la ligne 1 appartenait et était exploitée par ISAP (Ilektrikoi Sidirodromoi Athinon - Pireos (en)) S.A., la société créée par la nationalisation des chemins de fer électriques grecs en 1976.

### Les lignes rouge et bleue

#### Une laborieuse mise en route (1977-1991)
Des projets de nouvelles lignes de métro émergèrent dès la fin des années 1970, donnant lieu à des études préliminaires entre 1977 et 1982 menées par un groupement franco-grec composé de la SOFRETU, filiale de la RATP et leader du groupement, de SGTE, Sogelerg et du bureau d'études grec ADK. Ce groupement a réalisé les études de faisabilité et d'avant-projet ainsi que le suivi des campagnes topographiques, géologiques et géotechniques.
Un montant de 12 milliards de drachmes fut compris dans le Plan quinquennal de développement 1983-1987 pour la phase préliminaire de la construction qui devait débuter dès 1986. Un contrat d'études techniques fut signé en août 1986 avec un consortium gréco-anglais.
Un appel d'offres pour un contrat global fut lancé en avril 1987, mais le financement du projet estimé alors à 150 milliards de drachmes n'était pas assuré. Ce n'est qu'en février 1989 que la commission consultative du gouvernement estima l'offre du consortium franco-germano-grec Olympic Metro, 157,7 milliards de drachmes (environ un milliard de dollars), comme la plus avantageuse. La réponse du gouvernement, ou plutôt des gouvernements qui se succédèrent à partir de juin 1989, fut retardée à plusieurs reprises,.
C'est bien au consortium Olympic Metro, conduit par Siemens et Interinfra, que fut attribué le contrat de construction clé-en main (conception et réalisation par les constructeurs) en janvier 1991. Le projet concerne, dans un premier temps, la construction de deux lignes presque intégralement en tunnels, l'une de 9,2 km (12 stations) et l'autre de 8,4 km (9 stations) pour une mise en service en 1997. Les industries françaises, regroupées au sein d'Interinfra qui obtient 50 % du contrat, sont GEC Alsthom pour le matériel roulant (les caisses et les moteurs des 28 rames de six voitures), la signalisation et les automatismes, soit 20 % du montant du contrat, Spie-Batignolles, Dumez et Sogea pour le génie civil, Cegelec (distribution de billets) et Spie Batignolles pour la voie, l’énergie et les ateliers et enfin Sogelerg et SGTE pour l'ingénierie et la coordination du projet. Après approbation par le Parlement, le contrat entra finalement en vigueur le 18 juillet 1991, quatre ans après le lancement de l'appel d'offres.
Le ministre grec de l'Aménagement et des Travaux publics, Stéphanos Manos, affirma à l'époque que le « plus important projet de moyen de transport jamais construit en Grèce contribuera à réduire la pollution d'Athènes, à faciliter la circulation et à améliorer la qualité de la vie des Athéniens ».
Le projet de 175 milliards de drachmes fut financé à 40 % par la CEE, 50 % par un prêt de la Banque Européenne d'investissement et le reste par le programme grec des investissements publics.

#### Une construction ralentie (1991-2000)
La construction des deux lignes doit commencer en novembre 1991. Le gouvernement crée pour l’occasion une société détenue majoritairement par l'État, qui devient maître d'ouvrage, Attiko Metro SA (Αττικό Μετρό « Métro d'Attique »), auquel le contrat est transféré. Cette société, inexpérimentée dans son domaine, prend pour consultant, sept mois après la signature du contrat, la société nord-américaine, Bechtel, qui place ses effectifs à la direction d'Attiko Metro. Le maître d'ouvrage et son consultant apportent de nombreuses modifications, sans accepter de paiements supplémentaires pour les entreprises constructrices. En avril 1994, le tunnelier de 9,5 mètres de diamètre fabriqué par Creusot-Loire n'a toujours pas démarré car les spécifications techniques des stations qu'il traversera ont pris un retard considérable. En juin 1994, les travaux démarrèrent véritablement, trois après la signature du contrat, après un début accord entre le maître d'ouvrage et les entreprises du consortium. Le premier des deux tunneliers fut mis en route en mai. Un accord formel fut accepté par les deux parties en septembre 1994 comme avenant au contrat de 1991. Le montant du contrat augmenta de 16% et le délai de livraison fut repoussé à fin 1998. Le coût du contrat fut alors estimé à deux milliards d'écus (542 milliards de drachmes).
La BEI débloqua les prêts par tranche successive. Un premier prêt de la BEI d'un montant de 105 millions d'écus (25 milliards de drachmes) fut débloqué en février 1992, une deuxième tranche d'un même montant en octobre 1993 et une troisième d'un montant identique en avril 1995. En 1999, le coût total du projet annoncé s'élève à 2,22 milliards d’écus (712 milliards de drachmes). Les fonds structurels de la communauté européenne (subventions) le seront principalement à partir de 1995[pas clair].
Les travaux furent ralentis à cause des découvertes archéologiques et des protestations des archéologues grecs et étrangers devant les menaces que font courir les travaux du métro aux vestiges antiques, en particulier la nécropole du Céramique. En juin 1996, la décision fut prise de dévier le tracé de 45 mètres pour contourner le cimetière. La date d'inauguration des deux lignes fut fixée au printemps 1999. Le gouvernement menaça d'annuler une partie du contrat (le tronçon entre la place Syntágma et le cimetière antique du Céramique) pour cause de dépassements de budget non acceptés par le gouvernement, ce qui entraînera d'autres retards : la date prévue ne fut une fois encore pas respectée.

#### Les mises en service

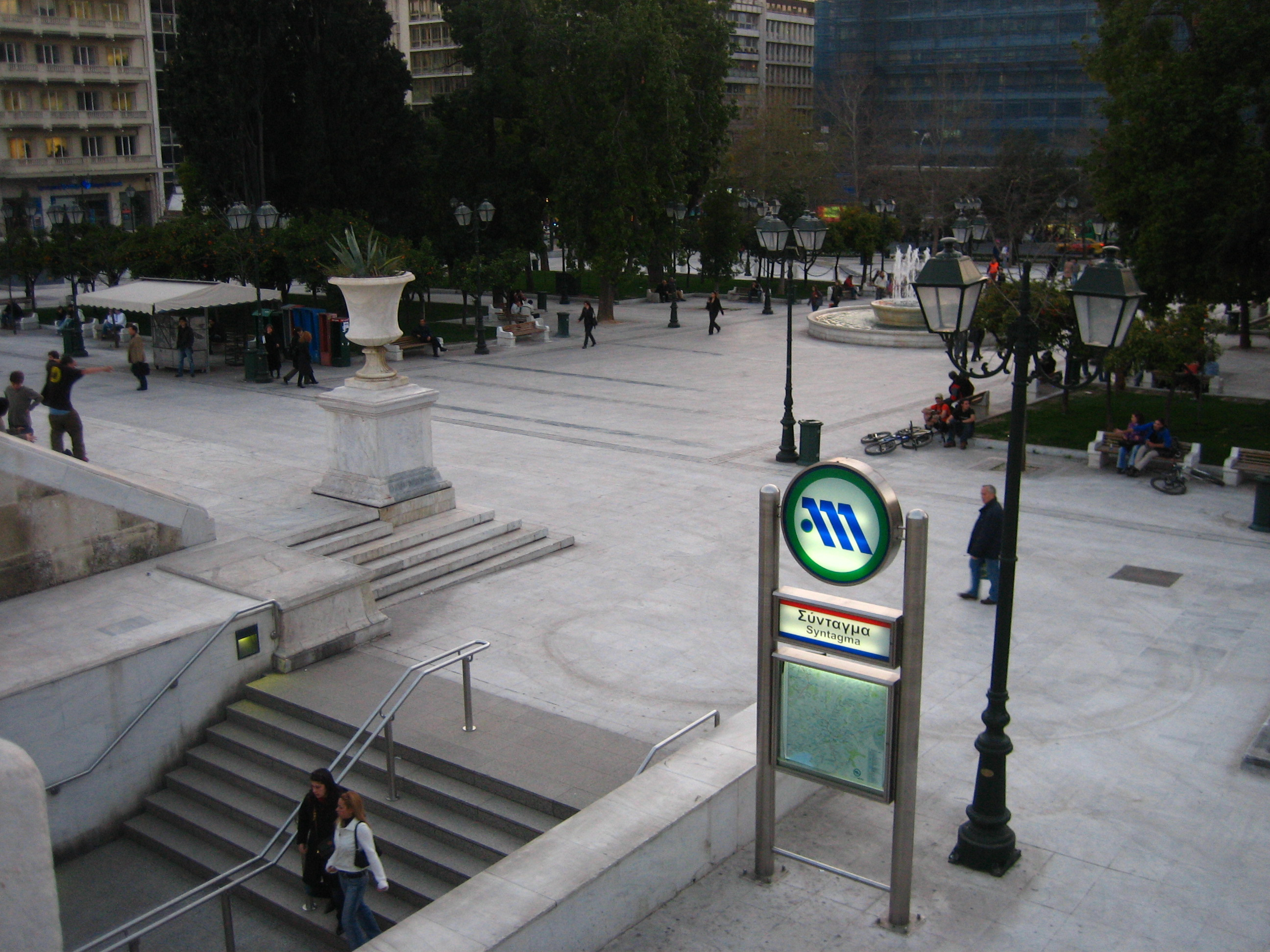
L'entrée de la station de métro de la Place Sýntagma

Le 28 janvier 2000, le président de la République grecque Konstantínos Stephanópoulos et le premier ministre Konstantínos Simítis inaugurèrent officiellement les premiers tronçons des lignes 2 et 3 du métro athénien. Les prévisions de trafic de ces deux lignes était alors de 450 000 passagers par jour (9 000 passagers par heure et par direction). La décision de construire des sections supplémentaires aux lignes 2 et 3 fut prise au cours de cette même année,,, leur approbation l'année suivante, et leur exécution débuta en 2002,,. Ces extensions en projet furent pour la ligne 2 l'extension "Sepólia – Thivon" de 2,8 km avec trois stations ainsi que l'extension "Dáfni – Ilioúpoli" d'une longueur de 1,1 km avec une station et pour la ligne 3 l'extension "Défense Nationale-Stavros" de 5,4 km avec cinq stations ainsi que l'extension "Monastiráki – Egaleo" de 4,7 km avec quatre stations. Ces extensions furent également financées par l'Union européenne par subventions, et prêts.
Si les extensions les plus urgentes furent liées aux Jeux Olympiques d'été de 2004, les projets de développement du métro d'Athènes ne s'arrêtent pas, toujours avec le soutien de l'Union européenne,.

##### La ligne 2, ligne rouge
Le premier tronçon de 6,5 km de la ligne 2 a ouvert ses portes le 28 janvier 2000, entre Sepólia au nord-ouest et Sýntagma au centre-ville (sept stations). Une extension de 4,1 km vers le sud à Dáfni a été ouverte en novembre de la même année, avec des stations intermédiaires à Akrópoli, Sygroú-Fix, Néos Kósmos et Ágios Ioánnis, soit cinq stations.
Le 5 juin 2004, une extension de 1,2 km a été ouverte au sud avec la nouvelle station d'Ágios Dimítrios - Aléxandros Panagoúlis. Une nouvelle extension de 1,3 km vers le nord à Ágios Antónios a été ouverte en août 2004 : elle passe sous le fleuve Céphise et améliore l'accessibilité au métro des zones défavorisées de l'ouest d'Athènes. Il s'agit de la première station «bioclimatique» du métro, utilisant au maximum les ressources naturelles telles que la lumière du soleil et les plantations.
L'extension nord de 1,2 km d'Anthoúpoli (deux stations) a finalement été mise en service en avril 2013.
La construction de l'extension de 5,5 km au sud d'Ágios Dimítrios - Aléxandros Panagoúlis jusqu'à Ellinikó (avec des stations intermédiaires à Ilioúpoli, Álimos et Argyroúpoli) a commencé à l'été 2006. Cette extension de quatre stations a été inaugurée en juillet 2013,.
L'ensemble des 20 stations de cette ligne de 17,7 km sont souterraines, à 18 m sous la surface, à l'exception d'Omónia, qui est à 33 m sous la surface. À l'exception de la station Ágios Dimítrios - Aléxandros Panagoúlis qui a un quai central, toutes les autres ont des plates-formes latérales.
La ligne comprend deux correspondances avec la ligne 1 à Attikí et Omónia, ainsi qu'une correspondance avec les trains grandes lignes et de banlieue à la gare de Lárissa. Les stations de Metaxourgío et Panepistímio (Université) complètent la ligne. Le projet comprend également un dépôt à Sepólia, qui est utilisé pour mettre en service et réviser les trains des lignes 2 et 3, ainsi que pour mettre en service tout nouveau matériel roulant pour les trois lignes.

##### La ligne 3, ligne bleue
Le premier tronçon de 6,5 km de la ligne 3 a ouvert ses portes le 28 janvier 2000, entre Ethnikí Ámyna et Sýntagma, soit sept stations. En avril 2003, la ligne fut prolongée de Sýntagma à Monastiráki (1,1 km).
À Sýntagma, les plateformes de la ligne 3 sont situées juste en dessous de celles de la ligne 2 et à angle droit. Le tronçon original de la ligne 3 passe ensuite par les stations d'Evangelismós, Mégaro Moussikís, Ambelókipi, Panórmou et Katecháki jusqu'au Pentagone, rebaptisé par la suite Ethnikí Ámyna. À l'exception de l'ancien terminus, toutes les autres stations ont deux plates-formes latérales.
En juillet 2004, la ligne a été prolongée de 5,9 km, de Ethnikí Ámyna à Doukíssis Plakentías, juste à temps pour les Jeux Olympiques. Si la ligne n'atteint pas le site olympique lui-même, à partir de Doukíssis Plakentías, le métro permet de se rendre à l'aéroport international d'Athènes Elefthérios-Venizélos en prenant les voies ferrées des trains de banlieue. À l'origine, il n'y avait qu'une seule station intermédiaire entre Ethnikí Ámyna et Doukíssis Plakentías, celle de Chalándri.
En mai 2007, la ligne a été prolongée de Monastiráki à Egaléo (trois stations) pour un coût estimé à 700 millions d'euros. En décembre 2013 la ligne est prolongée de 1,4 km d'une station d'Egaléo à Agía Marína.
Le 14 février 2009, la ligne 3 a été fermée endant six mois entre la station Ethnikí Ámyna et l'aéroport international d'Athènes Elefthérios-Venizélos afin de permettre la construction de trois nouvelles stations intermédiaires, deux étant déjà partiellement construites à Cholargós et Nomismatokopío (Mint), une autre étant prévue à Agía Paraskeví. Ces trois stations intermédiaires furent finalement ouvertes progressivement entre septembre 2009, et septembre 2010.
Le 7 juillet 2020, trois stations de l'extension prévue en 2022 jusqu'au Pirée ont été mises en service, à savoir Agía Varvára, Korydallós et Níkaia, nouveau terminus de la ligne.
Le 10 octobre 2022, la ligne est prolongée jusqu'au port du Pirée avec les trois stations que sont Maniátika, la station du Pirée en correspondance avec la ligne 1 et Dimotikó Théatro (Théâtre municipal) son terminus.
La ligne 3, la plus longue du réseau, a une longueur de 46,5 km, dont 25 km avec 23 stations sur les voies du métro et 21 km avec quatre stations sur les voies ferrées de la ligne de banlieue allant vers l'aéroport.

## Lignes et stations du réseau métropolitain d’Athènes
| ‍                                   | Vert       | 16 septembre 1904 | 10 août 1957    | 6 août 2004 (Neratziótissa)        | Le Pirée – Kifissiá                              | 25,6 km (15,9 mi) | 24 |
| ‍                                   | Rouge      | 28 janvier 2000   | 26 juillet 2013 | 26 juillet 2013 (Ellinikó)         | Anthoúpoli – Ellinikó                            | 17,9 km (11,1 mi) | 20 |
| ‍                                   | Bleu clair | 28 janvier 2000   | 10 octobre 2022 | 10 octobre 2022 (Dimotikó Théatro) | Dimotikó Théatro – Doukíssis Plakentías/Aéroport | 46,5 km (28,9 mi) | 27 |
| + Bleu foncé sur la signalisation. |            |                   |                 |                                    |                                                  |                   |    |

### La ligne verte
La majeure partie de ce chemin de fer électrique exploité en métro de 25,6 km et de 24 stations est en surface. La section allant du sud d'Attikí à Monastiráki (3 km) est en tunnel, mais la station Victória est immédiatement sous la surface, Monastiráki est à ciel ouvert et Omónia est la seule station en profondeur. Cette ligne a transporté 149 millions de passagers en 2009. Les stations de la ligne furent rénovées entre 2001 et 2004. Après sa rénovation terminée pour les Jeux Olympiques, cette ligne a vu sa capacité de transport passer de 15 000 à 26 000 voyageurs à l'heure et par sens. La fréquence des rames est passée de 180 à 125 secondes. Une nouvelle station a été construite à Neratziótissa, en correspondance avec la ligne de trains de banlieue.

### Les lignes rouge et bleue
Les quais de ces deux lignes font 110 mètres de longueur afin d'accueillir des trains de six véhicules.
Lors des travaux de construction de la station Akrópoli, des fouilles ont permis de mettre au jour des vestiges antiques datant du IVe siècle av. J.-C. au IIe siècle av. J.-C. Certains de ces objets ornent les vitrines de la station, aux côtés de copies de sculptures du Parthénon.

## Matériels du réseau

### Matériel roulant

#### Les trains de la ligne verte
| Série           | Série       | Livraison   | Suppression | Constructeur                                                                     | Nombre de rames produites | Nombre de voitures par rame | Illustration |
| --------------- | ----------- | ----------- | ----------- | -------------------------------------------------------------------------------- | ------------------------- | --------------------------- | ------------ |
| Train à vapeur  | 1ère série  | 1868 - 1896 | 1904        | Hudswell Clarke, Neilson and Company, Sharp, Roberts and Company, Manning Wardle | 19 locomotives            | 6 wagons + 1 locomotive     |              |
| 1ère génération | 2ème série  | 1904        | 1985        | Thomson-Houston Electric Company                                                 | 20                        | 2 à 5                       |              |
| 1ère génération | 3ème série  | 1914        | 1985        | Baume Marpent, Desouches David & Cie                                             | 9                         | 2 à 5                       |              |
| 1ère génération | 4ème série  | 1920        | 1985        | Ergostásio ISAP Peiraiá                                                          | 12                        | 2 à 5                       |              |
| 2ème génération | 5ème série  | 1951        | 1995        | MAN, Siemens                                                                     | 12                        | 2                           |              |
| 2ème génération | 6ème série  | 1958        | 2000        | MAN, Siemens                                                                     | 16                        | 2                           |              |
| 2ème génération | 7ème série  | 1968        | 2000        | MAN, Siemens                                                                     | 8                         | 2                           |              |
| 3ème génération | 8ème série  | 1983 - 1985 | en service  | MAN, Siemens                                                                     | 15                        | 5                           |              |
| 3ème génération | 9ème série  | 1984        | 2004        | LEW Hennigsdorf                                                                  | ?                         | 2                           |              |
| 3ème génération | 10ème série | 1993 - 1995 | en service  | MAN, AEG, Siemens, Hellenic Shipyards                                            | 10                        | 5                           |              |
| 3ème génération | 11ème série | 2000 - 2004 | en service  | Adtranz, Bombardier, Siemens, Hellenic Shipyards                                 | 20                        | 6                           |              |

La ligne 1 (verte) est exploitée avec une flotte mixte de deux types de trains différents. Il y a 125 véhicules livrés en deux séries, 15 trains de cinq voitures Siemens- LEW Hennigsdorf (RDA) et 25 trains de deux voitures LEW en 1983/5 et 1993/5, ainsi que 20 trains de six véhicules livrés en 2000-2003.
Les trains Siemens-MAN de la 3e génération livrés en 1983-1985 sont actuellement les plus anciens en service. La seconde série fabriquée par les mêmes sociétés fut livrée entre 1993 et 1995. Ces véhicules, comme les précédents, fonctionnent avec des trains de cinq voitures.
En 1997, ISAP passa commande auprès du consortium composé de Hellenic Shipyards (HSY), Adtranz et Siemens pour la conception, la fabrication et la fourniture de 40 rames de métro à trois voitures pouvant fonctionner en trains de six voitures. Ces trains sont similaires à la série fournie par le passé, mais améliorés en propulsion et équipés d'une signalisation. HSY, un chantier naval situé près d'Athènes, construisit en tant que chef de file du consortium la caisse et fut responsable des travaux de finition intérieure. Adtranz fournit des composants mécaniques et électriques, ainsi que des bogies. Siemens fournit les systèmes de traction, les systèmes de contrôle des trains et la technologie de sécurité. Siemens fut en outre responsable de l'ingénierie électrique de ce projet. Ces trains remplacèrent ceux livrés dans les années 1950 et 60. Les premiers véhicules furent livrés en août 2000, les suivants jusqu'en 2003.

#### Les trains des lignes rouge et bleue
| Série           | Livraison | Suppression | Constructeur                                    | Nombre de rames produites | Nombre de voitures par rame | Illustration |
| --------------- | --------- | ----------- | ----------------------------------------------- | ------------------------- | --------------------------- | ------------ |
| 1ère génération | 2000      | en service  | Alstom, Siemens                                 | 28                        | 6                           |              |
| 2ème génération | 2003      | en service  | Hanwha, Hyundai Rotem, Mitsubishi, Knorr-Bremse | 21                        | 6                           |              |
| 3ème génération | 2014      | en service  | Hyundai Rotem, Siemens                          | 28                        | 6                           |              |

Les lignes 2 et 3 disposent actuellement de 66 trains de six véhicules constitués de deux demi-trains de trois voitures (deux motrices et une remorque, un des trois véhicules disposant d'une cabine de conduite).
Un contrat de 1991 attribuait à un consortium Alstom - Siemens - ADtranz la construction de 28 trains de six véhicules (56 demi-trains de trois véhicules) pour les lignes 2 et 3. Les deux voitures d'extrémité sont motrices et pourvues d'une cabine de conduite. Chaque train peut transporter jusqu'à 1 030 passagers. Les véhicules furent livrés en 1999.
En 2003-2004 furent livrés 21 trains de six véhicules par les sociétés Hanwha-Rotem-Mitsubishi.
En septembre 2009, un lot de 17 trains de six véhicules a été commandé à Hyundai-Rotem pour un montant de 155 millions d'euros. Les livraisons ont commencé en 2011 et les derniers trains certifiés par Attiko Metro ont été remis à l'opérateur STASY et sont entrés en service en juin 2014. Ces trains de six voitures de 106 mètres de long peuvent accueillir jusqu'à 1 032 passagers (sur la base d'une occupation maximale de 5 passagers par m2) et ont une vitesse maximale de 80 km/h.

### Énergie électrique
Le courant de traction en 750 V courant continu (y compris la ligne 1) est fourni aux véhicules via un troisième rail.
Pour les lignes 2 et 3, Alstom a fourni 15 postes de redressement 3 MW délivrant le 750 V par redressement dodécaphasé, 21 sous-stations moyenne tension/basse tension pour l'alimentation des auxiliaires des stations, les cellules équipées de disjoncteurs ultrarapides 750 V pour l'alimentation en ligne des postes de redressement, ainsi que les câbles de liaison.

### Les équipements de voies
L'écartement de voie est le standard de 1 435 mm. Une rénovation en voies sans ballast fut réalisée sur la ligne 1,,.

### Les équipements de stations
Les stations des lignes 2 et 3 sont équipées de plus de 136 escaliers mécaniques.

### Les équipements de signalisation
Alstom Transport et Attiko Metro ont signé en juin 2009 un contrat pour la fourniture d'équipements de supervision automatique des trains et d'information voyageurs pour l'extension des lignes 2 et 3. Siemens obtint un contrat en avril 2012 pour la signalisation des extensions des lignes 2 et 3, malgré sa condamnation pour corruption en 2008 dans des contrats obtenus en Grèce. La fourniture comprenait les enclenchements électroniques et les équipements d'extérieur, ainsi que les composants de voie pour le système de contrôle automatique des trains. De plus, 17 trains ont été équipés avec des unités embarquées Siemens.

## Exploitation du réseau

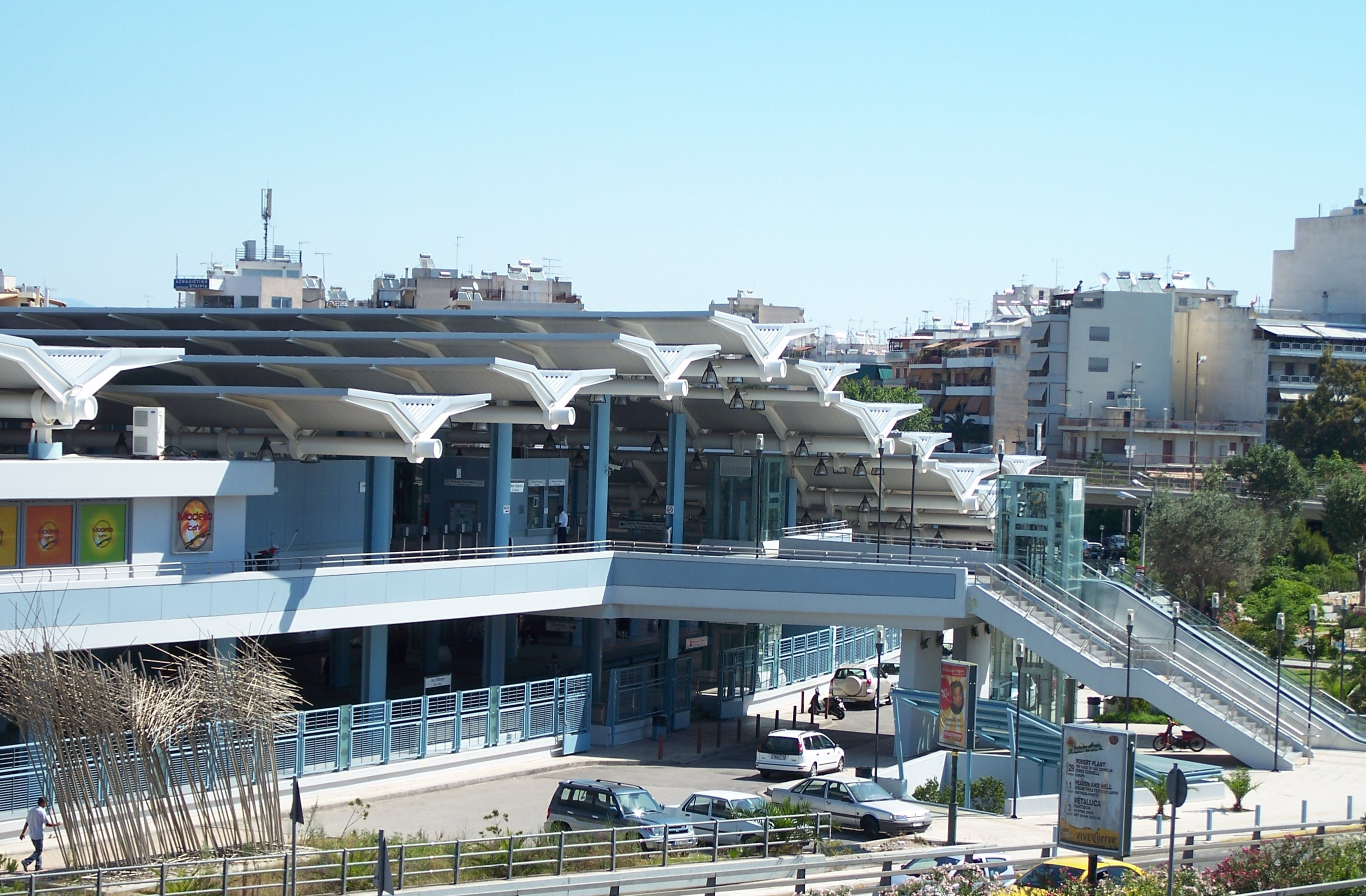
La station de métro de Phalère.

### La fusion des entreprises
En mars 2010 le gouvernement Papandréou entama une procédure de fusion des deux entreprises gérant le métro d'Athènes, ISAP S.A. et AMEL S.A., et de l'entreprise gérant le réseau tramway, TRAM S.A.. La difficulté de cette démarche, qui se déroula au cours de la crise financière qui frappa la Grèce, reposait sur le fait que l'ISAP était une entreprise publique à capitaux publics dont les employés étaient fonctionnaires tandis que l'AMEL mais aussi le TRAM étaient des entreprises d'économie mixte (statut privé à capitaux publics). Cette fusion a d'abord été bloquée sur le statut des employés de l'entité future. Les structures salariales des deux entreprises étaient très différentes : les 1 200 employés de l'ISAP, fonctionnaires, dont certains avaient jusqu'à 30 ans d'ancienneté, étaient rémunérés 6 373 € en moyenne par mois ; les 1 700 employés de l'AMEL n'avaient pas plus de 10 ans d'ancienneté et touchaient 3 061 € en moyenne par mois.
Cependant le 10 juin 2011, le décret définissant le processus de fusion de ces trois entreprises a été voté par l'Assemblée Nationale. L’exploitant des lignes 2 & 3 du métro, AMEL S.A., dut absorber les deux autres entreprises. À la suite de cette fusion réalisée le 17 juin 2011, AMEL S.A. a été renommé STAtherés SYgkinoníes S.A. (STASY SA) (grec moderne : ΣΤΑθερές ΣΥγκοινωνίες Α.Ε. ou ΣΤΑΣΥ Α.Ε.). La société est responsable du fonctionnement de toutes les formes de transport en commun en site propre dans l'agglomération d'Athènes, du Pirée et de leurs banlieues.

### L'offre de service
La fréquence de service sur la ligne 1 varie de 2½ à 15 minutes, selon l'itinéraire, le jour, l'heure et la saison.

### Tarification
Tarifs au 24 août 2020
| Desserte urbaine et d'agglomération                                                  | Desserte urbaine et d'agglomération | Desserte urbaine et d'agglomération |
| Gamme tarifaire                                                                      | Tarifs                              | Tarifs                              |
| Gamme tarifaire                                                                      | Normal                              | RéduitA                             |
| ------------------------------------------------------------------------------------ | ----------------------------------- | ----------------------------------- |
| Ticket unitaire correspondances illimitées dans les 90 min.                          | € 1,40                              | € 0,60                              |
| Ticket de 24 h                                                                       | € 4,50                              | € 4,50                              |
| Ticket 5 jours                                                                       | € 9,00                              | € 9,00                              |
| Ticket touristique 3 jours (incluant un trajet depuis et un trajet vers l'aéroport). | € 22,00                             | € 22,00                             |

Tarifs au 24 août 2020
| Desserte de l'aéroport international d'Athènes                                                                | Desserte de l'aéroport international d'Athènes | Desserte de l'aéroport international d'Athènes |
| Gamme tarifaire                                                                                               | Tarifs                                         | Tarifs                                         |
| Gamme tarifaire                                                                                               | Normal                                         | RéduitA                                        |
| --- | ---------------------------------------------- | ---------------------------------------------- |
| Ticket unitaire correspondances illimitées dans 90 min.                                                       | € 10,00                                        | € 5,00                                         |
| Ticket aller-retour valable pour 48 h correspondances illimitées dans les 90 min. suivant chaque oblitération | € 18,00                                        | € 18,00                                        |
| Ticket pour 2 personnes                                                                                       | € 18,00                                        | € 18,00                                        |
| Ticket pour 3 personnes                                                                                       | € 24,00                                        | € 24,00                                        |

Tarifs au 24 août 2020
| Prix des forfaits, | Prix des forfaits, | Prix des forfaits, | Prix des forfaits, |
| Gamme tarifaire    | Gamme tarifaire    | Tarifs             | Tarifs             |
| Gamme tarifaire    | Gamme tarifaire    | Normal             | RéduitA            |
| ------------------ | ------------------ | ------------------ | ------------------ |
| Urbaine            | mensuel            | € 30,00            | € 15,00            |
| Urbaine            | annuel             | € 330,00           | € 165,00           |
| Aéroport           | mensuel            | € 49,00            | € 25,00            |
| Aéroport           | annuel             | € 490,00           | € 245,00           |

A : Tarifs réduits accordés aux personnes âgées de moins de 18 ou de plus de 65 ; aux étudiants des universités de l'étranger jusqu'à l'âge de 25 ans ; aux étudiants des universités grecques et de divers instituts. 
Toutes ces catégories de voyageurs doivent être munies des justificatifs nécessaires, offrant les prix réduits.

### Fréquentation
Pour les six premiers mois de 2012, le nombre de passagers a baissé de 24 % sur l'ensemble des lignes et de 17,5 % pour la ligne 1. Cette chute est attribuée à la baisse des revenus et du pouvoir d'achat de la population, les usagers prenant moins le métro et/ou fraudant davantage.
La ligne 1 transporte quotidiennement 330 000 passagers en 2012.

## Propositions de développement
Dans le cadre du projet Athènes Metro C, de nouvelles extensions des lignes 2 et 3 ont été proposées. L'Union Européenne a accepté le financement par le Fonds de cohésion de la moitié d'un projet évalué à 1,5 milliard d'euros. Il semble que, du fait de la crise de la dette grecque, le gouvernement grec ait du mal à mobiliser de son côté les fonds nécessaires pour tous les projets. Le projet d'une nouvelle ligne de métro, la ligne 4 (Athènes métro D), semble être devenu prioritaire.
Les stations futures sont indiquées en italique.

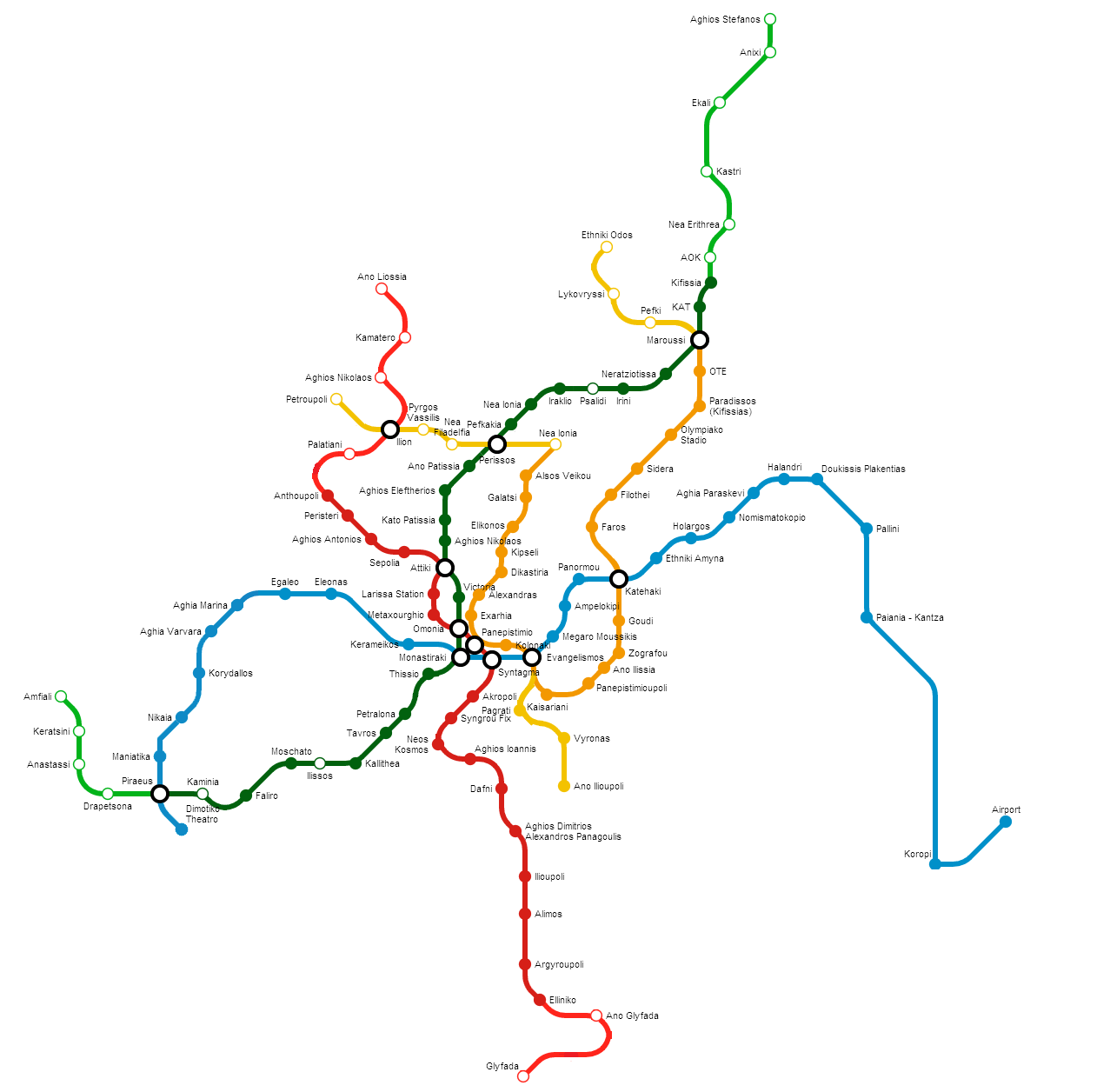
Plan des lignes 1, 2 et 3 avec leurs extensions et de la future ligne 4 (en orange).

### Extension de la ligne 1 (verte) vers le nord
- Kifissiá : terminus actuel
- Tatoiou
- Nea Erithrea
- Kastri
- Ethniki Odos Athinon-Lamias
- Anixi (Anoixi)
- Aghios Stefanos

### Extension de la ligne 3 (bleue) vers Le Pirée
Le projet d'extension de la ligne 3 de 7,6 km à partir d'Aghia Marina vers Le Pirée (projet Athens Metro C) a été approuvé par le Conseil d’Administration de la BEI en février 2009. Le projet, qui recevra plus de 261 millions d'euros de fonds européens, comprend la construction de six nouvelles stations et la fourniture de 17 nouveaux trains. Un premier appel d'offres en 2008 a été annulé à cause de la contestation de certains soumissionnaires. En 2012, Alstom a été déclaré attributaire du contrat. Initialement prévue pour 2017, l'extension a partiellement été mise en service le 7 juillet 2020 avec l’inauguration des stations d’Agía Varvára, de Korydallós et de Níkea. À l’issue de son ouverture complète au public en 2022, la ligne 3 devrait pouvoir accueillir 174 000 passagers supplémentaires. Les trois dernières stations sont les suivantes :
- Maniátika (2022)
- Le Pirée (2022)
- Dimotikó Théatro (Théâtre municipal) du Pirée (2022), futur terminus.

Ce prolongement est ouvert le 10 octobre 2022.

### Ligne 4 (orange)
Des études pour une nouvelle ligne de métro furent lancées dès 2008, le début des travaux a été annoncé puis repoussé à de multiples reprises au cours des années suivantes. La ligne 4 relierait Alsos Veikou à Goudi. La construction de la ligne a été finalement acceptée le 25 septembre 2014,. L'Union européenne a accepté en 2017 de financer la moitié des travaux en débloquant en juin 2019 un premier crédit de 150 millions d'euros. Les appels d'offres sont lancés en avril 2017. Le projet est approuvé fin 2019 et attribué en novembre 2020 à un consortium réunissant Alstom, Gravax et Ghella,.
Première phase :
- Álsos Veïkou : terminus futur
- Galátsi
- Elikónos
- Kypséli
- Dikastíria
- Alexándras
- Exárchia
- Akadimía : correspondance ligne 2
- Kolonáki
- Evangelismós : correspondance ligne 3
- Kesarianí
- Panepistimioúpoli
- Áno Ilísia
- Zográfou
- Goudí

En projet :
- Katecháki : correspondance ligne 3
- Fáros
- Filothéi
- Sídera
- Complexe olympique
- Parádisos : connexion ligne de Proastiakós
- O.T.E
- Maroússi : terminus futur ; correspondance ligne 1